# Cena Vladimira Nazora
Cena Vladimira Nazora (chorvatsky Nagrada Vladimir Nazor) je ocenění každoročně udělované chorvatským Ministerstvem kultury chorvatským osobnostem a umělcům v různých oborech. Bylo založeno v roce 1959 a nese jméno básníka a spisovatele Vladimira Nazora. Od roku 2014 je udělována v následujících kategoriích:
- Architektura a urbanismus
- Film
- Literatura
- Hudba
- Divadlo
- Výtvarné a užité umění

V každé kategorii jsou udělovány dvě ceny – cena za celoživotní dílo (celkový přínos v příslušném oboru) a každoroční ocenění (za významné dílo v oboru za posledních dvanáct měsíců). Vítězové za uplynulý rok jsou vyhlášeni každoročně 19. června, v den výročí smrti Vladimira Nazora.

## Seznam oceněných za celoživotní dílo
Ocenění označená † jsou sdílená.
Zdroj: Seznam oceněných na stránkách chorvatského ministerstva kultury

### Architektura a urbanismus
- 1965 – Mladen Kauzlarić
- 1966 – Juraj Denzler
- 1967 – Stjepan Planić
- 1968 – Alfred Albini
- 1969 – Josip Seissel
- 1970 – Stjepan Gomboš †
- 1970 – Lavoslav Horvat †
- 1971 – Antun Ulrich
- 1972 – Drago Galić
- 1973 – Marijan Haberle
- 1974 – Vlado Antolić
- 1975 – Lovro Perković
- 1976 – Slavko Löwy
- 1977 – Zvonimir Vrkljan
- 1978 – Božidar Rašica
- 1979 – Franjo Bahovec
- 1980 – Stanko Fabris
- 1981 – Božidar Tušek
- 1982 – Andre Mohorovičić
- 1983 – Zdenko Kolacio
- 1984 – Ivan Vitić
- 1985 – Neven Šegvić
- 1986 – Dragan Boltar
- 1987 – Aleksandar Dragomanović
- 1988 – Miroslav Begović
- 1989 – Zdravko Bregovac
- 1990 – Zdenko Sila
- 1991 – Boris Magaš
- 1992 – Vjenceslav Richter
- 1993 – Grozdan Knežević
- 1994 – Ivo Radić
- 1995 – Zoja Dumenagić
- 1996 – Bruno Milić
- 1997 – Sena Sekulić-Gvozdanović
- 1998 – Ivo Geršić
- 1999 – Jerko Marasović †
- 1999 – Tomislav Marasović †
- 2000 – Silvana Seissel
- 2001 – Julije De Luca
- 2002 – Ante Marinović-Uzelac
- 2003 – Andrija Mutnjaković
- 2004 – Slavko Jelinek
- 2005 – Mirko Maretić
- 2006 – Ante Rožić
- 2007 – Ante Vulin
- 2008 – Nikola Filipović
- 2009 – Boris Krstulović
- 2010 – Dinko Kovačić
- 2011 – Radovan Miščević
- 2012 – Hildegard Auf-Franić
- 2013 – Radovan Delalle
- 2014 – Ivan Crnković
- 2015 – Josip Uhlik
- 2016 – Branko Kincl
- 2017 – Antun Šatara
- 2018 – Branko Silađin

### Film
- 1967 – Oktavijan Miletić
- 1970 – Branko Marjanović
- 1973 – Fedor Hanžeković
- 1974 – Branko Blažina
- 1975 – Antun Nalis
- 1976 – Rudolf Sremec
- 1977 – Branko Majer
- 1978 – Obrad Gluščević
- 1979 – Branko Belan
- 1980 – Branko Bauer
- 1981 – Aleksandar Marks
- 1982 – Mate Relja
- 1983 – Krešo Golik
- 1984 – Fadil Hadžić
- 1985 – Nikola Tanhofer
- 1986 – Vatroslav Mimica
- 1987 – Ante Babaja
- 1988 – Tomislav Pinter
- 1989 – Frano Vodopivec
- 1990 – Antun Vrdoljak
- 1991 – Fabijan Šovagović
- 1992 – Zvonimir Berković
- 1993 – Radojka Tanhofer
- 1994 – Pavao Štalter
- 1995 – Željko Senečić
- 1996 – Mia Oremović
- 1997 – Tea Brunšmid
- 1998 – Boris Dvornik
- 1999 – Ante Peterlić
- 2000 – Duško Jeričević
- 2001 – Ernest Gregl
- 2002 – Borivoj Dovniković
- 2003 – Ilija Ivezić
- 2004 – Vladimir Tadej
- 2005 – Zoran Tadić
- 2006 – Krsto Papić
- 2007 – Arsen Dedić
- 2008 – Bogdan Žižić
- 2009 – Veljko Bulajić
- 2010 – Božidarka Frajt
- 2011 – Hrvoje Turković
- 2012 – Ivica Rajković
- 2013 – Nedeljko Dragić
- 2014 – Ivo Štivičić
- 2015 – Eduard Galić
- 2016 – Božidar Smiljanić
- 2017 – Rajko Grlić
- 2018 – Rade Šerbedžija

### Hudba
- 1960 – Svetislav Stančić
- 1963 – Josip Križaj
- 1964 – Jakov Gotovac
- 1965 – Antonija Geiger-Eichhorn †
- 1965 – Ančica Mitrović †
- 1968 – Boris Papandopulo
- 1969 – Vilma Nožinić
- 1970 – Ivo Tijardović
- 1971 – Nada Tomčić
- 1972 – Marijana Radev
- 1973 – Stjepan Šulek
- 1974 – Ivan Brkanović
- 1975 – Bruno Bjelinski
- 1976 – Milo Cipra
- 1977 – Ivo Maček
- 1978 – Branimir Sakač
- 1979 – Slavko Zlatić
- 1980 – Dora Gušić
- 1981 – Rudolf Matz
- 1982 – Natko Devčić
- 1983 – Milko Kelemen
- 1984 – Jeronim Noni Žunec
- 1985 – Emil Cossetto
- 1986 – Milan Horvat
- 1987 – Rudolf Klepač
- 1988 – Miljenko Prohaska
- 1989 – Dragutin Bernardić
- 1990 – Tomislav Neralić
- 1991 – Adalbert Marković
- 1992 – Nada Puttar-Gold
- 1993 – Jurica Murai
- 1994 – Stjepan Radić
- 1995 – Anđelko Klobučar
- 1996 – Ruža Pospiš-Baldani
- 1997 – Mladen Bašić
- 1998 – Igor Gjadrov
- 1999 – Ljiljana Molnar-Talajić
- 2000 – Josip Klima
- 2001 – Stanko Horvat
- 2002 – Božena Ruk-Fočić
- 2003 – Tonko Ninić
- 2004 – Pavle Dešpalj
- 2005 – Vladimir Krpan
- 2006 – Branka Stilinović
- 2007 – Damir Novak
- 2008 – Zagreb Quartet
- 2009 – Nikša Bareza
- 2010 – Ruben Radica
- 2011 – Mirka Klarić
- 2012 – Ivo Malec[pozn. 1]
- 2013 – Pavica Gvozdić
- 2014 – Prerad Detiček
- 2015 – Alfi Kabiljo
- 2016 – Vladimir Kranjčević
- 2017 – Dubravko Detoni
- 2018 – Dunja Vejzović

### Divadlo
- 1964 – Mila Dimitrijević
- 1966 – Zvonimir Rogoz
- 1968 – Tomislav Tanhofer
- 1969 – Viktor Bek †
- 1969 – Božena Kraljeva †
- 1969 – Vika Podgorska †
- 1970 – Slavko Batušić †
- 1970 – Veljko Maričić †
- 1971 – Mato Grković
- 1972 – Bela Krleža
- 1973 – Anđelko Štimac
- 1974 – Emil Kutijaro
- 1975 – Ervina Dragman
- 1976 – Ivo Hergešić
- 1977 – Vlado Habunek
- 1978 – Ana Roje †
- 1978 – Oskar Harmoš †
- 1979 – Mira Župan
- 1980 – Mirko Perković
- 1981 – Zvonko Agbaba
- 1982 – Ana Maletić
- 1983 – Josip Marotti
- 1984 – Mladen Šerment
- 1985 – Kosta Spaić
- 1986 – Pero Kvrgić
- 1987 – Vesna Butorac-Blaće
- 1988 – Mladen Škiljan
- 1989 – Drago Krča
- 1990 – Miše Martinović
- 1991 – Sonja Kastl
- 1992 – Tonko Lonza
- 1993 – Milka Podrug-Kokotović
- 1994 – Božidar Violić
- 1995 – Tomislav Durbešić
- 1996 – Aleksandar Augustinčić
- 1997 – Nada Subotić
- 1998 – Zvjezdana Ladika
- 1999 – Relja Bašić
- 2000 – Joško Juvančić
- 2001 – Neva Rošić
- 2002 – Milko Šparemblek
- 2003 – Ika Škomrlj
- 2004 – Nikola Batušić
- 2005 – Vanja Drach
- 2006 – Vanča Kljaković
- 2007 – Georgij Paro
- 2008 – Zlatko Crnković
- 2009 – Vladimir Gerić
- 2010 – Zlatko Vitez
- 2011 – Špiro Guberina
- 2012 – Nenad Šegvić
- 2013 – Božidar Boban
- 2014 – Marija Kohn
- 2015 – Ivica Boban
- 2016 – Mustafa Nadarević
- 2017 – Dragan Despot
- 2018 – Marija Sekelez

### Výtvarné a užité umění
- 1961 – Frano Kršinić
- 1963 – Marino Tartaglia
- 1964 – Ljubo Babić †
- 1964 – Oton Postružnik †
- 1965 – Oskar Herman
- 1966 – Mirko Rački †
- 1966 – Vilko Gecan †
- 1968 – Jerolim Miše
- 1969 – Antun Motika †
- 1969 – Zlatko Šulentić †
- 1970 – Marijan Detoni †
- 1970 – Krsto Hegedušić †
- 1971 – Antun Mezdjić
- 1972 – Frano Šimunović
- 1973 – Vilko Šeferov
- 1974 – Stella Skopal
- 1975 – Vjekoslav Parać
- 1976 – Oton Gliha
- 1977 – Vilim Svečnjak
- 1978 – Ante Roca †
- 1978 – Slavko Šohaj †
- 1979 – Vojin Bakić
- 1980 – Zlatko Prica †
- 1980 – Milan Vulpe †
- 1981 – Edo Kovačević
- 1982 – Mira Kovačević-Ovčačik †
- 1982 – Željko Hegedušić †
- 1983 – Ljubo Ivančić †
- 1983 – Oto Reisinger †
- 1984 – Ksenija Kantoci
- 1985 – Branko Ružić †
- 1986 – Kosta Angeli Radovani
- 1987 – Ivan Šebalj
- 1988 – Želimir Janeš
- 1989 – Šime Perić
- 1990 – Ferdinand Kulmer
- 1991 – Ivan Lovrenčić
- 1992 – Dalibor Parać
- 1993 – Mladen Veža
- 1994 – Ivan Picelj
- 1995 – Milena Lah
- 1996 – Đuro Pulitika
- 1997 – Ivan Kožarić
- 1998 – Nikola Reiser
- 1999 – Aleksandar Srnec
- 2000 – Edo Murtić
- 2001 – Đuro Seder
- 2002 – Julije Knifer
- 2003 – Nives Kavurić-Kurtović
- 2004 – Zlatko Bourek
- 2005 – Vjekoslav Vojo Radoičić
- 2006 – Josip Vaništa
- 2007 – Dušan Džamonja
- 2008 – Nikola Koydl
- 2009 – Alfred Pal
- 2010 – Šime Vulas
- 2011 – Ivan Ladislav Galeta
- 2012 – Marija Ujević-Galetović
- 2013 – Mladen Stilinović
- 2014 – Jagoda Buić
- 2015 – Zlatko Keser
- 2016 – Eugen Feller
- 2017 – Biserka Baretić
- 2018 – Nevenka Arbanas